# Manfred Kunter
Manfred Kunter (* 13. November 1940 in Gumbinnen; † 23. Mai 2025 in Wetterfeld) war ein deutscher Anthropologe und Hochschullehrer.

## Leben
Er studierte Anthropologie, Geschichte, Germanistik sowie Vor- und Frühgeschichte an den Universitäten Marburg und Gießen (Staatsexamen 1967). Nach der Promotion zum Dr. rer. nat. 1969 in Gießen und der Habilitation 1975 an der Universität Gießen war er dort Professor für Anthropologie.
Seine Forschungsschwerpunkte waren prähistorische Anthropologie (Mitteleuropa, Syrien, Libanon, Arabische Halbinsel) und Konstitutionsbiologie (Untersuchungen an Gießener Studenten).

## Schriften (Auswahl)
- Rückkreuzung beim Menschen. Anthropologische Untersuchungen an Vater-Tochter-Inzestfällen. Gießen 1969, OCLC 256829869.
- Kāmid el-Lōz. Anthropologische Untersuchung der menschlichen Skelettreste aus dem eisenzeitlichen Friedhof. Bonn 1977, ISBN 3-7749-1315-3.
- mit Barbara Wagner: Vollmarshausen / Bergheim / Fritzlar. Analysen spätbronzezeitlicher Leichenbrände aus Nordhessen. Marburg 1989, OCLC 75105834.